# Quận Franklin, Virginia
Quận Franklin là một quận thuộc tiểu bang Virginia, Hoa Kỳ.
Quận này được đặt tên theo. Theo điều tra dân số của Cục điều tra dân số Hoa Kỳ năm 2000, quận có dân số là 47.286 người.  Quận lỵ là Rocky Mount6.
Quận Franklin thuộc khu vực thống kê đô thị Roanoke và nằm ở vùngRoanoke của Virginia. 

## Địa lý
Theo Cục điều tra dân số Hoa Kỳ, quận có diện tích km2, trong đó có km2 là diện tích mặt nước.